# Austin Butler
Austin Robert Butler (Anaheim, Califòrnia, EUA, 17 d'agost de 1991) és un actor nord-americà. És conegut per la seva interpretació d'Elvis Presley, aclamada per la crítica, a la pel·lícula biogràfica musical de Baz Luhrman de 2022, Elvis.
Butler va començar la seva carrera a la televisió, primer amb papers a Disney Channel i Nickelodeon i més tard en drames adolescents, incloent papers recurrents a Life Unexpected (2010-2011) i Switched at Birth (2011-2012) de The CW. Va obtenir reconeixement per protagonitzar The Carrie Diaries (2013-2014) i The Shannara Chronicles (2016-2017). Va debutar a Broadway a la reposició del 2018 de The Iceman Cometh i va interpretar Tex Watson a la pel·lícula de Quentin Tarantino Once Upon a Time in Hollywood (2019).

## Primers anys
Austin Robert Butler va néixer el 17 d'agost de 1991 a Anaheim, Califòrnia, fill de Lori Anne (de soltera Howell), una esteticista, i de David Butler. Tots dos es van divorciar quan ell tenia set anys. Té una germana gran, Ashley (nascuda el 1986), que va treballar com a actriu de fons amb ell a Ned's Declassified School Survival Guide.
Quan Butler tenia tretze anys, se li va acostar un representant d'una empresa de gestió de l'actuació a la Fira del Comtat d'Orange que el va ajudar a iniciar-se a la indústria de l'entreteniment. Va descobrir que li agradava i aviat va començar a fer classes d'interpretació.
Butler va assistir a l'escola pública fins al setè grau, quan va deixar d'estudiar a casa per adaptar-se al seu horari de treball. Va continuar la seva educació a casa fins al desè grau, quan va prendre el CHSPE per acabar la seva educació secundària formal.

## Carrera

### 2005-2011: Inicis de carrera en comèdies per a adolescents
En 2005, després de treballar com a extra en diverses sèries de televisió, Butler va aconseguir el seu primer treball fix com a actor de fons interpretant el paper de Lionel Scranton durant dues temporades a la sèrie de Nickelodeon Ned's Declassified School Survival Guide. La seva amiga a la sèrie, Lindsey Shaw, li va presentar al seu representant, Pat Cutler, qui el va contractar i va impulsar la seva carrera. A partir d'aquell moment, Butler va començar a prendre's seriosament l'actuació com a carrera.
El maig del 2007, Butler va aconseguir un paper d'estrella convidada a la sèrie de Disney Channel Hannah Montana interpretant el paper de Derek Hanson davant de l'actriu Miley Cyrus, i el setembre d'aquell mateix any, va interpretar Jake Krandle a l'episodi "iLike Jake" de la sèrie de Nickelodeon iCarly.

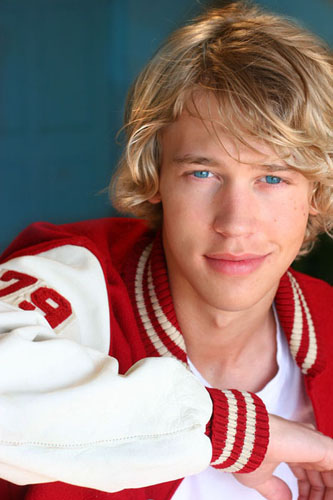
Austin Butler el 2008

El febrer del 2008, Butler va aconseguir un paper principal en una altra sèrie de Nickelodeon, Zoey 101, interpretant James Garrett, l'interès amorós de Zoey, el personatge principal de Jamie Lynn Spears, la quarta temporada, i el març d'aquell any, va aparèixer en un episodi d'Out of Jimmy's Head interpretant el paper de Lance en l'episodi titulat "Princess".
El juliol de 2009, Butler va protagonitzar la pel·lícula d'aventures familiars Aliens in the Attic, de 20th Century Fox, en què interpreta Jake Pearson. En la pel·lícula, el seu personatge, juntament amb la seva família, lluita per salvar casa seva de vacances i el món d'una invasió alienígena.
Aquest mateix estiu, Butler va aparèixer en el paper protagonista de Jordan Gallagher a la popular, però efímera, sèrie d'ABC Family Ruby & the Rockits, juntament amb David Cassidy, Patrick Cassidy i Alexa Vega.

## Filmografia

### Cinema
| Any  | Títol                         | Rol                   | Director          | Notes        |
| ---- | ----------------------------- | --------------------- | ----------------- | ------------ |
| 2007 | The Faithful                  | Danny                 | Jacob Chase       | Curtmetratge |
| 2009 | Aliens in the Attic           | Jake Pearson          | John Schultz      |              |
| 2011 | Sharpay's Fabulous Adventure  | Peyton Leverett       | Michael Lembeck   |              |
| 2012 | My Uncle Rafael               | Cody Beck             | Marc Fusco        |              |
| 2013 | Life Life in in Space Space   | Assistent Shnotzy     | Tyson Persall     | Curtmetratge |
| 2015 | The Intruders                 | Noah Henry            | Adam Massey       |              |
| 2016 | Yoga Hosers                   | Hunter Calloway       | Kevin Smith       |              |
| 2018 | Dude                          | Thomas Daniels        | Olivia Milch      |              |
| 2019 | The Dead Don't Die            | Jack                  | Jim Jarmusch      |              |
| 2019 | Once Upon a Time in Hollywood | Tex Watson            | Quentin Tarantino |              |
| 2022 | Elvis                         | Elvis Presley         | Baz Luhrmann      |              |
| 2023 | Dune: Part 2                  | Feyd-Rautha Harkonnen | Denis Villeneuve  |              |

### Televisió
| Any        | Títol                                    | Rol                      | Notes                                                    |
| ---------- | ---------------------------------------- | ------------------------ | -------------------------------------------------------- |
| 2005–2007  | Ned's Declassified School Survival Guide | Lionel Scranton          | Sense acreditar; 41 episodis                             |
| 2006; 2007 | Hannah Montana                           | Toby / Derek Hanson      | 2 episodis                                               |
| 2007       | iCarly                                   | Jake Krandle             | 1 episodi                                                |
| 2007; 2008 | Zoey 101                                 | Danifer / James Garrett  | Paper de convidat, 1 episodi Paper principal, 9 episodis |
| 2008       | Out of Jimmy's Head                      | Llança                   | 1 episodi                                                |
| 2009       | Ruby &amp; the Rockits                   | Jordan Gallagher         | Paper principal, 10 episodis                             |
| 2009       | Zeke and Luther                          | Rutger Murdock           | 1 episodi                                                |
| 2009       | Jonas                                    | Stone Stevens            | 2 episodis                                               |
| 2009       | CSI: Miami                               | Josh Chapman             | 1 episodi                                                |
| 2009       | The Defenders                            | Cody Dennis              | 1 episodi                                                |
| 2010       | Mags de Waverly Place                    | Jordi                    | 1 episodi                                                |
| 2010–2011  | Life Unexpected                          | Jones Mager              | Paper recurrent, 10 episodis                             |
| 2011       | CSI: NY                                  | Benjamin Gold            | 1 episodi                                                |
| 2011       | The Bling Ring                           | Zack Garvey              | Pel·lícula de televisió                                  |
| 2011–2012  | Switched at Birth                        | James "Wilkie" Wilkerson | Paper recurrent, 10 episodis                             |
| 2012       | Are You There, Chelsea?                  | Luke                     | 1 episodi                                                |
| 2013–2014  | The Carrie Diaries                       | Sebastian Kydd           | Paper principal, 26 episodis                             |
| 2014–2015  | Arrow                                    | persecució               | 3 episodis                                               |
| 2016–2017  | The Shannara Chronicles                  | Wil Ohmsford             | Paper principal, 20 episodis                             |
| 2023       | Masters of the Air                       | maj. Gale Cleven         | Paper principal; propera minisèrie                       |

### Teatre
| Any  | Títol               | Rol         | Lloc                     | Notes    |
| ---- | ------------------- | ----------- | ------------------------ | -------- |
| 2014 | Death of the Author | Bradley     | Geffen Playhouse         |          |
| 2018 | The Iceman Cometh   | Don Parritt | Teatre Bernard B. Jacobs | Broadway |